# Airworld
Airworld Aviation Ltd era uma companhia aérea charter britânica com sede em West Sussex.

## História

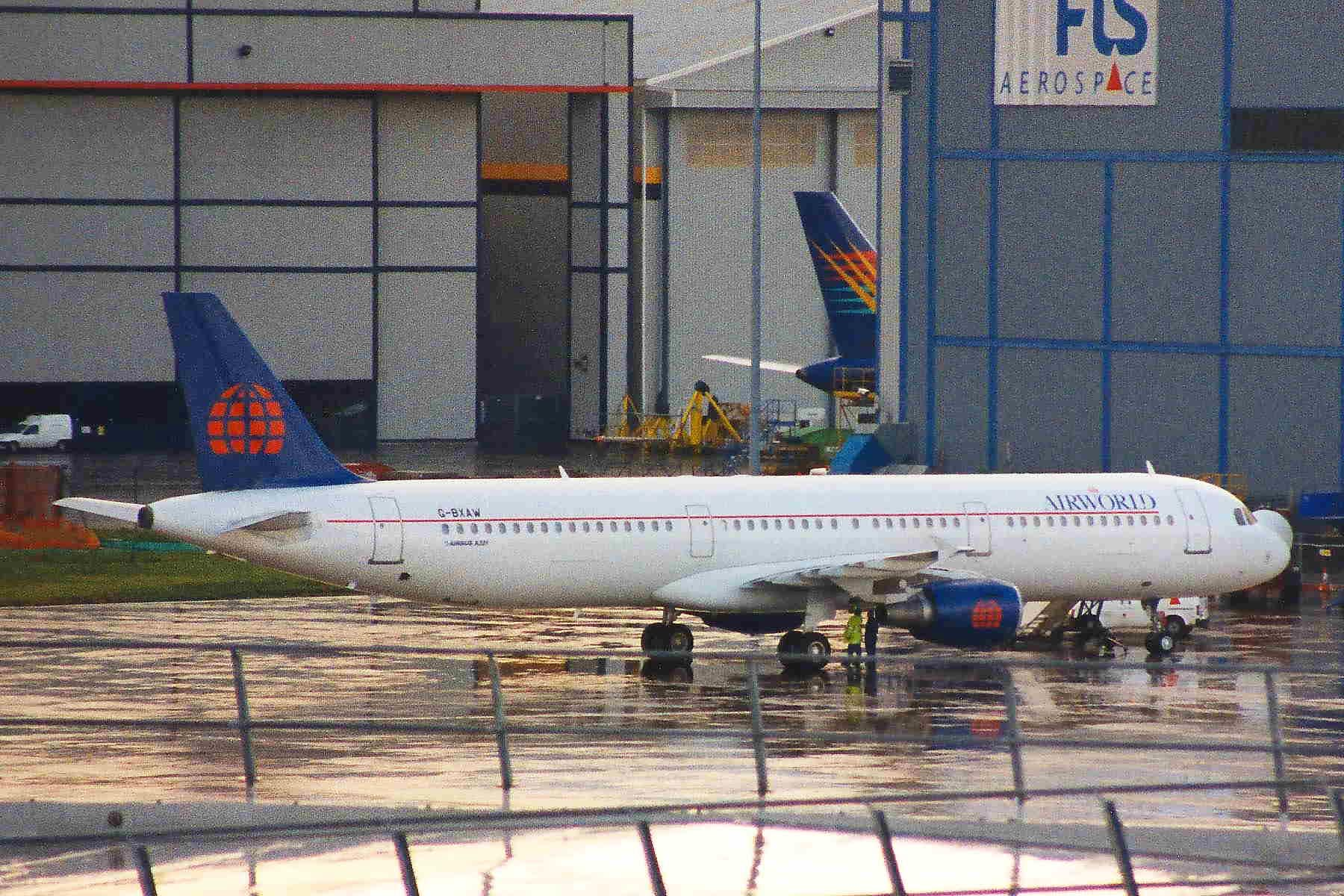
Um Airbus A321-200 da Airworld

A Airworld foi fundada em 1994 e iniciou as operações em 1994. Em abril de 1997, a Airworld adquiriu aeronaves Airbus A321-200. Em 1998, a Airworld foi incorporada na Flying Colours Airlines quando Thomas Cook adquiriu o Flying Colors Leisure Group.

## Frota

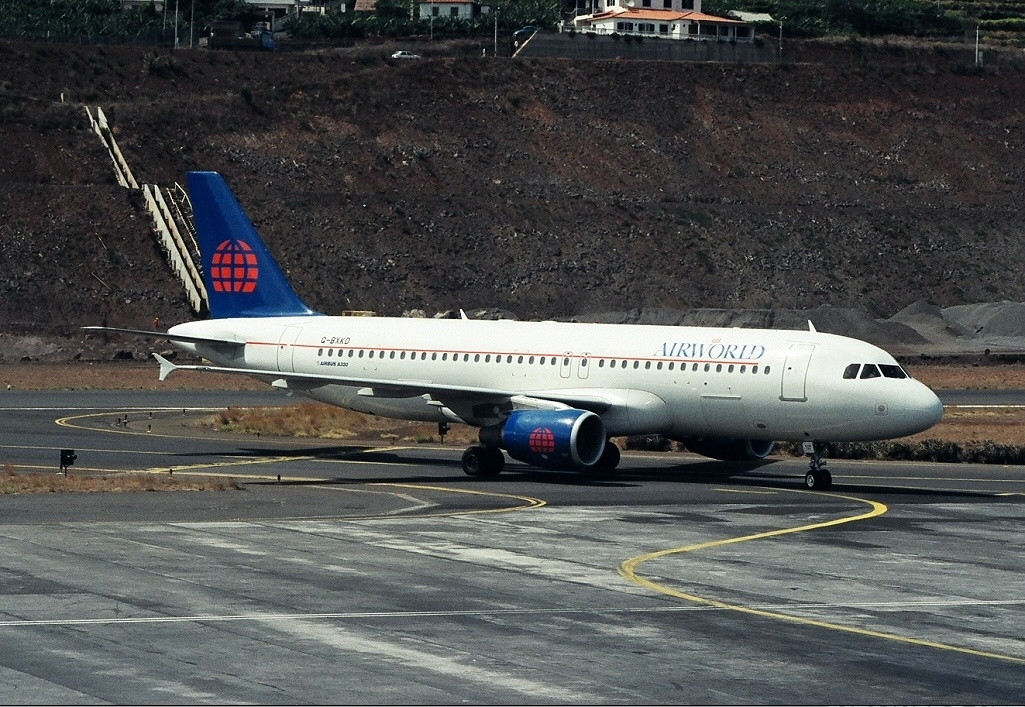
Um Airbus A320-200 da Airworld

A frota da Airworld consistia nas seguintes aeronaves:
| Aeronaves       | Em Serviço | Ordens | Passageiros | Notas |
| --------------- | ---------- | ------ | ----------- | ----- |
| Airbus A320-200 | 11         | –      | 180         |       |
| Airbus A321-200 | 2          | 2      | 220         |       |
| Total           | 13         | 2      |             |       |